# Sasni
Sasni è una suddivisione dell'India, classificata come nagar panchayat, di 12.943 abitanti, situata nel distretto di Hathras, nello stato federato dell'Uttar Pradesh. In base al numero di abitanti la città rientra nella classe IV (da 10.000 a 19.999 persone).

## Geografia fisica
La città è situata a 27° 43' 0 N e 78° 4' 60 E e ha un'altitudine di 180 m s.l.m..

## Società

### Evoluzione demografica
Al censimento del 2001 la popolazione di Sasni assommava a 12.943 persone, delle quali 6.849 maschi e 6.094 femmine. I bambini di età inferiore o uguale ai sei anni assommavano a 2.054, dei quali 1.102 maschi e 952 femmine. Infine, coloro che erano in grado di saper almeno leggere e scrivere erano 8.215, dei quali 4.799 maschi e 3.416 femmine.